# Naon
Der Naon ist ein Fluss in Frankreich, der in der Region Centre-Val de Loire verläuft. Er entspringt im südöstlichen Teil der Landschaft Sologne, entwässert generell Richtung West bis Südwest, durchfließt dabei mehrere kleine Seen und mündet nach insgesamt rund 34 Kilometern beim Weiler Sauldre, im Gemeindegebiet von Selles-Saint-Denis als linker Nebenfluss in die Sauldre. Auf seinem Weg durchquert der Naon die Départements Loir-et-Cher und Cher.

## Orte am Fluss
(Reihenfolge in Fließrichtung)
- Le Naon, Gemeinde Souesmes
- Salbris
- La Ferté-Imbault
- Selles-Saint-Denis